# Performing Arts School
Performing Arts School är en yrkeshögskola i Göteborg som erbjuder program inom musikal, scentekniker och live-ljudtekniker. Skolan delar lokalerna med nordens största dansskola, Dansforum, där alla elever får tillgång till gratis kurser på kvällarna.
Artistlinjen är den enda i norden av sitt slag som examineras på SeQf (EQF) nivå 6, och vid avklarad utbildning tilldelas man ett Advanced Graduate Diploma in Performing Arts på 180 poäng ECTS, motsvarande en kvalificerad yrkeshögskola och kandidatexamen.
Utbildningen står under tillsyn av Myndigheten för Yrkeshögskolan (MYh) och är berättigad studiestöd från CSN, SU i Danmark, Lånekassen i Norge och Kela i Finland.

## Historia
Dansforum grundades 1979 av Kenneth Blom. 1981 startade en 1-årig dansutbildning med Ran Hamilton och Iskra Ring som huvudlärare. 1991 utökades utbildningen till en 3-årig yrkesutbildning för artister, Performing Arts School. Skolan huserade på Kastellgatan vid Skansen Kronan i Göteborg fram till årsskiftet 2006/2007 då den flyttade till större lokaler på Heurlins plats invid Järntorget. Skolan har sedan starten utbildat närmare 600 musikalartister, dansare och sångare, idag verksamma eller varit verksamma i Sverige, Norge, Danmark, Finland, Ryssland, Tyskland, England, Spanien, Gran Canaria, Grekland, Sydostasien, Japan, Australien, Dominikanska republiken, Canada och USA. 
Den 17 april 2018 beviljades utbildningen kvalifikationsnivå level 6 SeQF/EQF.

## Linjer och kurser

### Teater
Teaterundervisningen består av teater, interpretation och musikal

### Dans
Dansämnet består av balett, jazz, stepp och street

### Sång och röst
Sång- och röstundervisningen består av individuella sånglektioner, röst och tal samt kör och musikteori

### Auditionteknik
Auditionträning börjar under det tredje året och består av branschkunskap, sångrepertoar för audition, praktisk träning för dans- och scenaudition, verktyg för att utveckla det egna artisteriet samt masterclasses med gästpedagoger samt föreläsare från arbetslivet.

### Projekt
Från tredje terminen blir utbildningen mer projektinriktad och de olika delkurserna knyts ihop till en helhet. De större projekten under utbildningen är: 
- Showprojekt
- Dansprojekt
- Kortare musikalprojekt
- Avancerade musikalprojekt
- Projekt med eget material
- Ett nyskrivet sceniskt verk

## Antagningsprocess
Utbildningen har många studenter från de nordiska länderna, framförallt från Danmark. Hösten 2018 öppnade skolan för sökande från hela det anglosaxiska språkområdet. Även om utbildningen till stora delar sker på engelska, förutsätts det att den studerande lär sig svenska under det första studieåret.
Validering innebär en kartläggning och bedömning av en individs kompetens och kvalifikationer, oavsett hur, var eller när de har förvärvats - inom det formella utbildningssystemet eller på annat sätt, i Sverige eller utomlands. Den som har tidigare utbildning kan alltså ansöka om att bli validerad. Det innebär i praktiken att få sin kompetens synliggjord för att kunna ansöka om att få börja i årskurs två eller för den som studerar vid motsvarande utbildning, i Sverige eller utomlands, kunna ansöka att få gå sitt sista år och ta examen, Advanced Diploma in Performing Arts, 180 poäng ecvet, vid Performing Arts School.

## Alumner och framgångar
- David Lindgren
- Ingela Arrbrant
- Marsha Songcome
- Elize Ryd
- Robert Sillberg
- Vanessa Rodriques Ibarra
- Mercedesz Csampai
- Rudina Hatipi
- Jesper Caron
- Ola Grönberg
- Mirek Dymitrow
- Karolina Engelbrektsson
- Andres Esteche
- Thomas Flores
- Robert Rydberg
- Rebecka Andreasson
- Jonatan Garcia